# نظيرة زين الدين
نظيرة زين الدين (1908م - 1976م) كاتبة وسياسية لبنانية درزية زاولت العمل الصحافي، سخرت قلمها للدفاع عن المرأة. تلقب بـ«الست نظيرة» و«المرأة الحديدية» لدفاعها عن حقوق المرأة.

## سيرتها الذاتية
ولدت نظيرة زين الدين الحلبي سنة 1908 (أو 1907) في إسطنبول، وثمة رواية أخرى تقول إنها ولدت في بلدة بعقلين اللبنانية. تلقت تعليمها في مدرسة الناصرة ثم في المدرسة الأمريكية والمدرسة العمانية. تزوجت في سنة 1935 من شفيق الحلبي، ورزقت منه ثلاثة أولاد. والدها سعيد زين الدين من قرية عين قينية، كان علماً من أعلام القضاء، تقلَّد مناصب قضائية مهمة، ونظيرة ابنته البكر. وفي العام الذي صدر فيه كتابها حصلت على شهادة (البكالوريا الفرنسية الأولى)، ثم تجهّزت للحصول على (البكالوريا الثانية).

## مؤلفاتها
- السفور والحجاب - 1928
- الفتاة والشيوخ
أعيد طباعة الكتابين بعد تنقيحهما في الذكرى المئوية لولادة نظيرة زين الدين في العام 1998عن دار المدى.

## وفاتها
توفيت في بيروت عام 1976.